# MICA (tên lửa)
MICA, viết tắt của Missile d'Interception, de Combat et d'Auto-défense (n.đ. 'Missile for Interception, for Combat and for Auto-Defense'  hoặc 'Interception, Combat and Self-protection Missile') là một loại tên lửa không đối không tầm ngắn/trung hoạt động trong mọi điều kiện thời tiết của quân đội Pháp do MBDA sản xuất. Nó được thiết kế phóng từ cả trên không và từ các ống phóng tên lửa thẳng đứng trên tàu chiến. Tên lửa được trang bị động cơ điều khiển vectơ lực đẩy. Tên lửa được phát triển từ năm 1982 bởi Matra. Đưa vào thử nghiệm lần đầu từ năm 1991, tên lửa được đưa vào trang bị đầy đủ năm 1996 để trang bị trên máy bay tiêm kích Dassault Rafale và Mirage 2000. Nó được phát triển và thay thế cho tên lửa Super 530 trong vai trò đánh chặn và tên lửa Magic II trong không chiến quần vòng.
Vào ngày 11 tháng 6 năm 2007, một tên lửa MICA được phóng từ máy bay tiêm kích Rafale đã thể hiện thành công khả năng bay qua vai của mình bằng cách tiêu diệt mục tiêu phía sau máy bay phóng. Mục tiêu được chỉ định bởi một máy bay khác và tọa độ được truyền đi bởi Link 16.

## Đặc tính kỹ thuật
Có hai phiên bản tên lửa MICA; MICA RF có đầu dò radar chủ động trong khi phiên bản MICA IR có đầu dò hồng ngoại. Cả hai đầu dò đều được thiết kế để đối phó với ra các biện pháp đối phó như pháo sáng gây nhiễu và mồi nhử. Bộ điều khiển vectơ lực đẩy được trang bị cho động cơ tên lửa giúp tăng tính linh hoạt của tên lửa. Tên lửa có khả năng khóa sau khi phóng (LOAL), nghĩa là nó có khả năng tấn công các mục tiêu bên ngoài trường nhìn của đầu dò tên lửa. Được trang bị trên Rafale, MICA IR có thể cung cấp hình ảnh hồng ngoại cho hệ thống xử lý dữ liệu trung tâm, do đó nó có thể hoạt động như một cảm biến bổ sung.

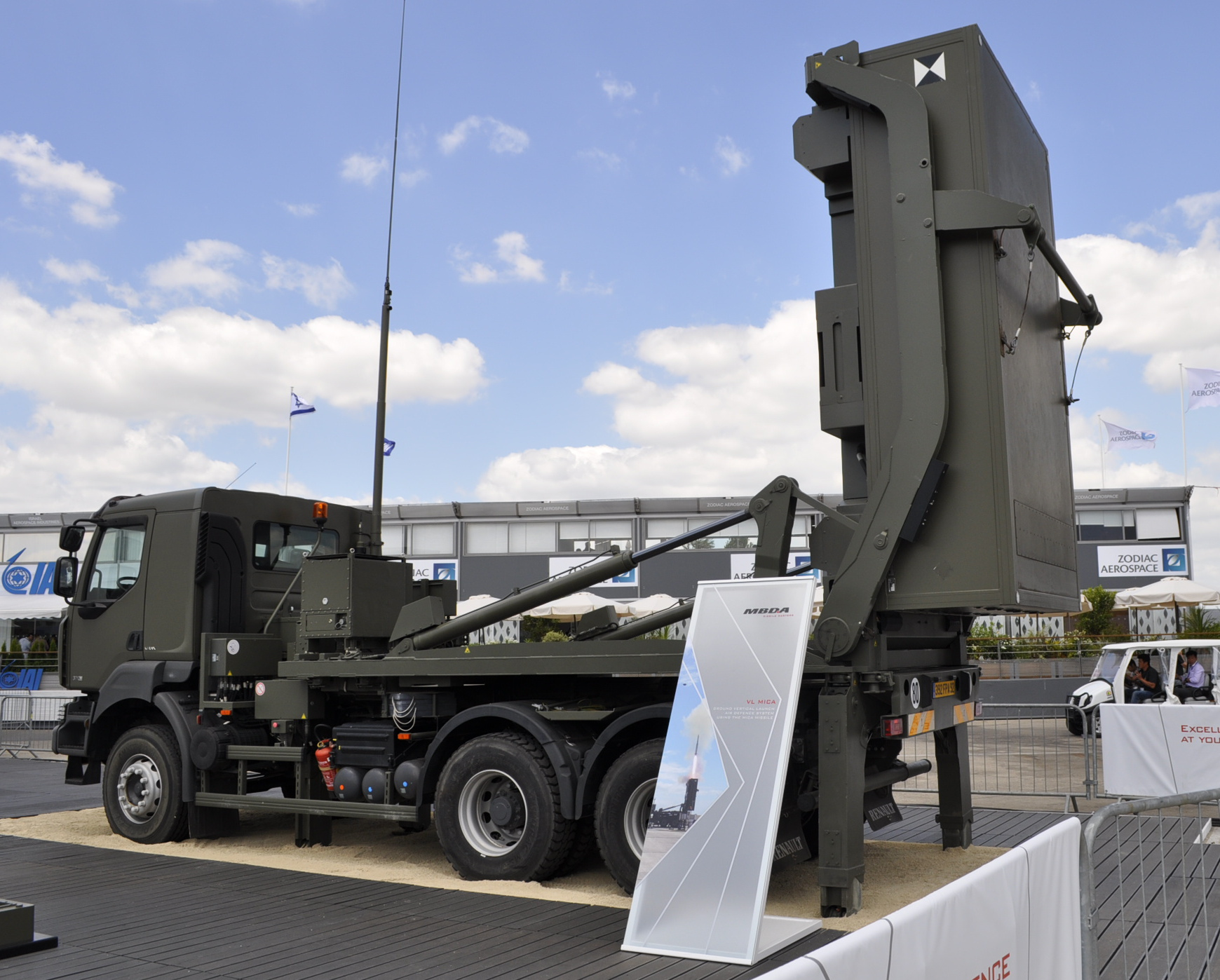
Tên lửa MICA phóng từ bệ phóng thẳng đứng tại triển lãm hàng không Paris 2015

MICA cũng được triển khai từ bệ phóng mặt đất, như là một tên lửa đất đối không tầm ngắn, phiên bản này có tên gọi VL MICA. Tên lửa được phóng từ ống phóng hộp đặt trên xe tải, và phiên bản Hải quân, VL MICA-M, được phóng đi từ giếng phóng thẳng đứng.
Các tàu hộ tống không đủ lớn để trang bị hệ thống tên lửa Aster lớn và đắt tiền là những khách hàng tiềm năng nhất của VL MICA-M.
Tên lửa VL MICA có tầm hoạt động được quảng cáo là 20 km. Từ 0 đến 7 km MICA có khả năng cơ động là 50 g, tuy nhiên khi bay được 12 km thì khả năng cơ động này giảm xuống còn 30 g do tên lửa bị mất năng lượng.

## Các phiên bản

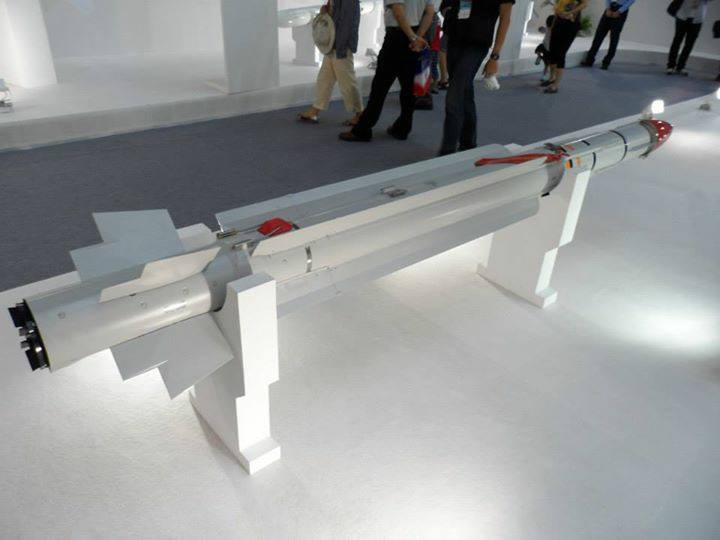
MBDA MICA trưng bày ở Đài Loan

- MICA RF[12] hay EM (électromagnétique)[2]
- MICA IR (tên lửa mang đầu dò hồng ngoại)[2]
- VL MICA RF/EM
- VL MICA IR
- VL MICA-M RF/EM
- VL MICA-M IR
- A3SM . tên lửa phóng từ tàu ngầm, được trang bị trên tàu ngầm tấn công chạy bằng năng lượng nguyên tử lớp Barracuda.
- MICA NG . Thế hệ tiếp theo của MICA được thiết kế để tấn công mục tiêu tàng hình, với độ nhạy của cảm biến được cải thiện đáng kể. Đầu dò radar sử dụng radar mảng pha quét điện tử chủ động AESA.[13]

## Các nước vận hành

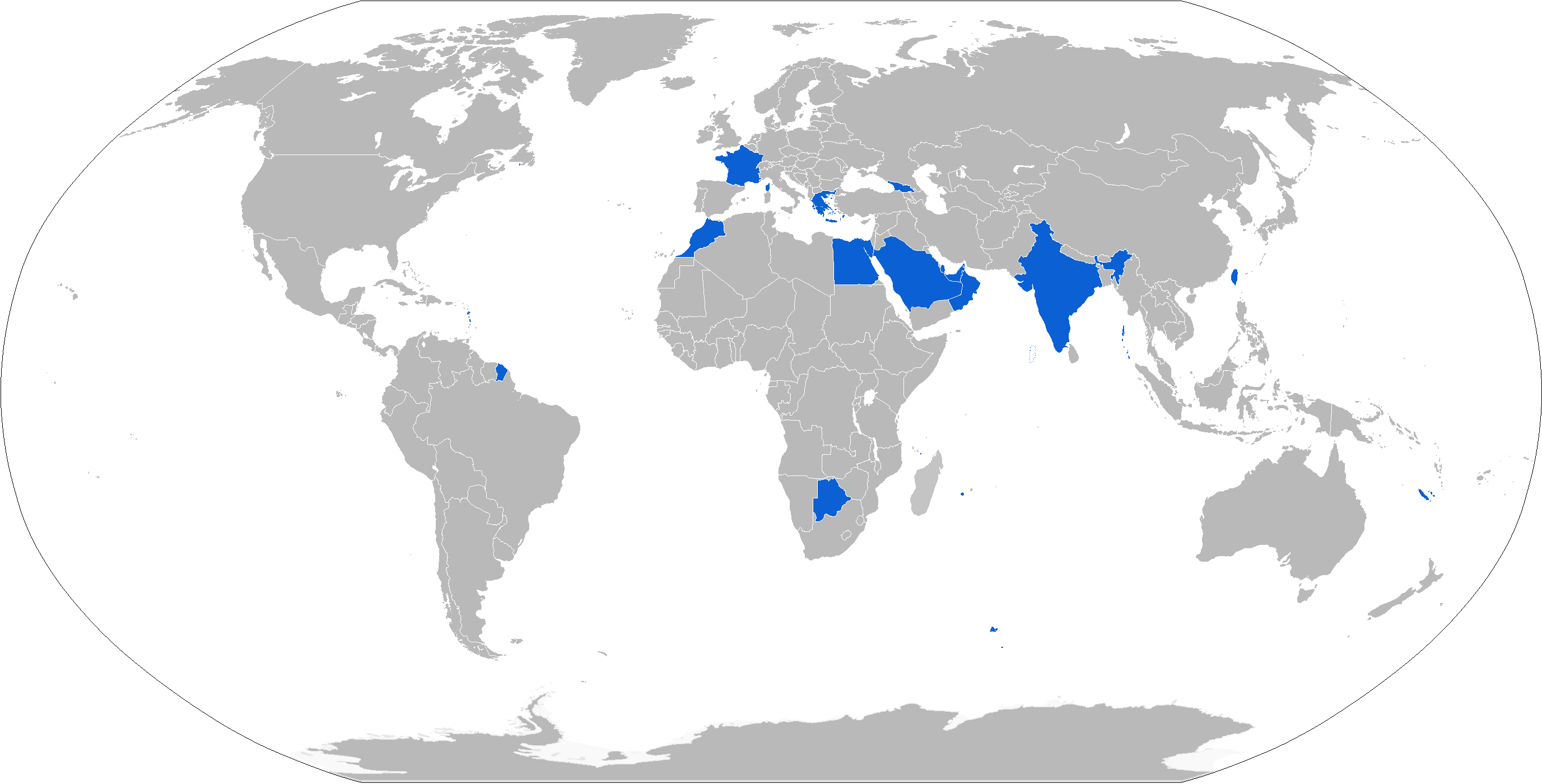
Map of MICA operators in blue

#### Phiên bản không đối không
Ai Cập
Không quân Ai Cập: MICA EM/IR trang bị trên máy bay Rafale, cơ số 150 tên lửa.
 Pháp
French Air and Space Force: sử dụng trên Mirage 2000-5, Mirage 2000D RMV và Rafale aircraft.
Hải quân Pháp: sử dụng trên máy bay tiêm kích Rafale M và tàu ngầm lớp Barracuda.
 Hy Lạp
Hellenic Air Force: MICA EM/IR sử dụng trên Mirage 2000 và Rafale
- 100 tên lửa mua từ năm 2000 (nhận hàng năm 2003-04)
- 100 tên lửa mua năm 2003

 Ấn Độ
Không quân Ấn Độ: 200 tên lửa MICA-IR và 1000 tên lửa MICA-RF được tích hợp trên Mirage-2000 và Rafale. Không quân Ấn Độ đã thử nghiệm thành công phóng tên lửa MICA từ máy bay tiêm kích Sukhoi Su-30MKI.
 Maroc
Royal Moroccan Air Force, 150 tên lửa đặt hàng từ năm 2005
 Qatar
Qatar Emiri Air Force, 100 tên lửa MICA-EM đặt hàng từ năm 1994, hơn 150 tên lửa MICA-IR và 150 tên lửa MICA-EM đặt mua năm 2015
 Đài Loan
Không quân Trung hoa Dân quốc: 960 tên lửa đi kèm với máy bay Mirage 2000-5 của Không quân Đài Loan. Viện Khoa học và Công nghệ Trung Sơn đã được giao nhiệm vụ cải tiến tên lửa từ năm 2016.
 UAE
United Arab Emirates Air Force: đặt hàng 500 tên lửa cho Mirage 2000 vào năm 1998

#### Phiên bản đất đối không
Botswana
Botswana Ground Force: có 1 khẩu đội tên lửa VL MICA được mua từ năm 2016, cùng với 50 tên lửa.
 Georgia
Georgian Air Force: VL MICA đi kèm với hệ thống radar Ground Master 200 và 400 từ công ty Thales Raytheon Systems.
 Maroc
Royal Moroccan Army: 4 khẩu đội VL MICA.,200 tên lửa mua từ năm 2020 
 Oman
Royal Army of Oman VL MICA (đặt hàng từ năm 2009, chuyển giao từ năm 2012 cùng với 50 tên lửa) 
 Ả Rập Xê Út
Saudi Arabia National Guard Air Defence: VL-MICA., 5 khẩu đội đặt hàng từ 2013 với 250 tên lửa.
 Thailand
Royal Thai Army: 1 khẩu đội VL MICA, 50 tên lửa mua từ 2016

#### Phiên bản trang bị cho tàu chiến
Ai Cập,
VL MICA-M trang bị trên 4 tàu hộ tống lớp Gowind (16 VLS), 75 tên lửa.
VL-MICA-M trang bị trên 4 tàu hộ tống MEKO-A200-EN mỗi tàu trang bị 32 × VLS cho MBDA MICA-NG cùng với 200 tên lửa.
75 tên lửa được mua thêm.
 Ấn Độ
Indian Navy: trang bị trên tàu ngầm lớp Kalvari.
 Indonesia
Indonesian Navy:
 Maroc
Royal Moroccan Navy:
 Oman
Royal Navy of Oman
 Qatar
Qatari Emiri Navy,
 Ả Rập Xê Út
Saudi Arabia Navy:
 Singapore
Republic of Singapore Navy
 UAE
United Arab Emirates Navy